# Элкарт
Элкарт — кыргызский поставщик электронных платёжных систем для внутренних транзакций в Кыргызстане. Система эмитирует собственные банковские карты и предоставляет услуги электронных платежей, аналогичные MasterCard и Visa.
Система была запущена в 2004 году ЗАО «Межбанковский Процессинговый Центр». Первый банкомат был запущен в 2006 году. 
С системой работает 21 коммерческий банк страны.
Количество выпущенных карт национальной системы «Элкарт» в 2018 году составило 1,2 млн штук, в 2021 году – 2 269,2 тыс. штук, а по состоянию на конец 2022 года – 3 011,3 тыс. штук. Количество операций с использованием карт, с учетом снятия наличных денежных средств с карт, составило в 2018 году – 38,0 млн операций, в 2021 году – 84,2 млн операций (прирост в 4,1 раза), совокупный объем увеличился в 3,7 раза и составил 375,1 млрд сомов ($4.2 млрд), за 2022 года – проведено 28,3 млн операций, на сумму 524,7 млрд сомов ($5.9 млрд).
В марте 2022 года была завершена интеграция карт «Элкарт» с российской системой «Мир».
За первое полугодие 2023 года по картам системы было проведено 57 млн. операций а по объёму транзакций система догнала конкурентов MasterCard и Visa
Система продолжает развитие, появляются новые сервисы и возможности для карт разного толка.